# Ptochophyle rubripennis
Ptochophyle rubripennis là một loài bướm đêm trong họ Geometridae.